# برون‌آباد
برون‌آباد، روستایی در دهستان مؤمن‌آباد بخش روداب شهرستان نرماشیر در استان کرمان ایران است.

## جمعیت
بر پایه سرشماری عمومی نفوس و مسکن در سال ۱۳۹۵، جمعیت این روستا برابر با ۷۹ نفر (۲۵ خانوار) بوده‌است.